# Ajuntament de Solivella
Ajuntament de Solivella és una obra de Solivella (Conca de Barberà) protegida com a Bé Cultural d'Interès Local.

## Descripció
L'edifici se situa sobre tres arcs sobre pilastres de pedra. Sembla com si aquest primer nivell fos pensat per a tenir continuïtat emmarcant la plaça amb un porxo. Sobre les voltes de tradició neoclàssica, els dos pisos presenten sis finestres trilobulat en el primer pis. La cornisa, amb un ócul central, està rematada amb un element similar. L'edifici es plantejà com a inici de la plaça, com ho demostra la continuació en un lateral dels balcons i finestrals. La façana de pedra ha estat repicada recentment.

## Història
L'any 2006 es va reformar la sala noble i la sala polivalent. També es va arreglar la teulada i l'arxiu administratiu.